# SIGPROF
SIGPROF — сигнал на POSIX-сумісних платформах, який посилається процесу при вичерпанні таймера профілювання. Символьна змінна SIGPROF оголошена у заголовному файлі signal.h. Символьні імена для сигналів використовуються через те, що їхні номери залежать від конкретної платформи.

## Етимологія
SIG є загальноприйнятий префіксом для назв сигналів. PROF походить від назви утиліти профілювання (англ. profiler).

## Використання
Інтервальний таймер профілювання враховує час виконання процесу та час виконання згенерованих в процесі системних викликів, на відміну від SIGVTALRM, який враховує тільки час виконання, та SIGALRM, який враховує час виконання та очікування процесу.